# Pologne au Concours Eurovision de la chanson junior
 (février 2024).
La Pologne participe au Concours Eurovision de la chanson junior depuis 2003.

## Participation
La Pologne fait ses débuts au premier Concours de la chanson Eurovision Junior en 2003. Le télédiffuseur polonais Telewizja Polska (TVP) organise la sélection du candidat représentant le pays. Treize participants prennent part à la première sélection nationale qui s'est tenue le 28 septembre 2003. La gagnante désignée pour représenter la Pologne au Concours junior est Katarzyna Żurawik avec sa chanson « Coś mnie nosi ». Elle interprète sa chanson en 7ème position du concours et finit à la dernière place en marquant 3 points. Malgré la signature d'un contrat de trois ans avec l'Union européenne de radio-télévision (UER), la TVP décide après deux participations de se retirer du concours - après une nouvelle dernière place (ex aequo avec la Lettonie) et encore une fois seulement 3 points obtenus. 
En 2008, la Pologne envisage de revenir à l'Eurovision junior, TVP déclarant que le candidat pourrait être choisi à travers l'émission Mini szansa diffusé sur la deuxième chaîne nationale TVP 2. Néanmoins, la Pologne décide finalement de ne pas revenir dans le concours.
Le 14 juin 2016, le responsable musical de TVP déclare que la Pologne envisagerait de revenir au Concours Eurovision de la chanson junior en 2016, après 10 années d'absence du concours. Il annonce qu'une invitation a été adressée aux participants potentiels polonais pour qu'ils soumettent des chansons au radiodiffuseur, mais a réaffirmé qu'ils n'a pas encore pris de décision définitive quant à leur participation effective. Le 30 août 2016, TVP confirme officiellement le retour de la Pologne et lance sa sélection nationale pour désigner son représentant.

## Résultats

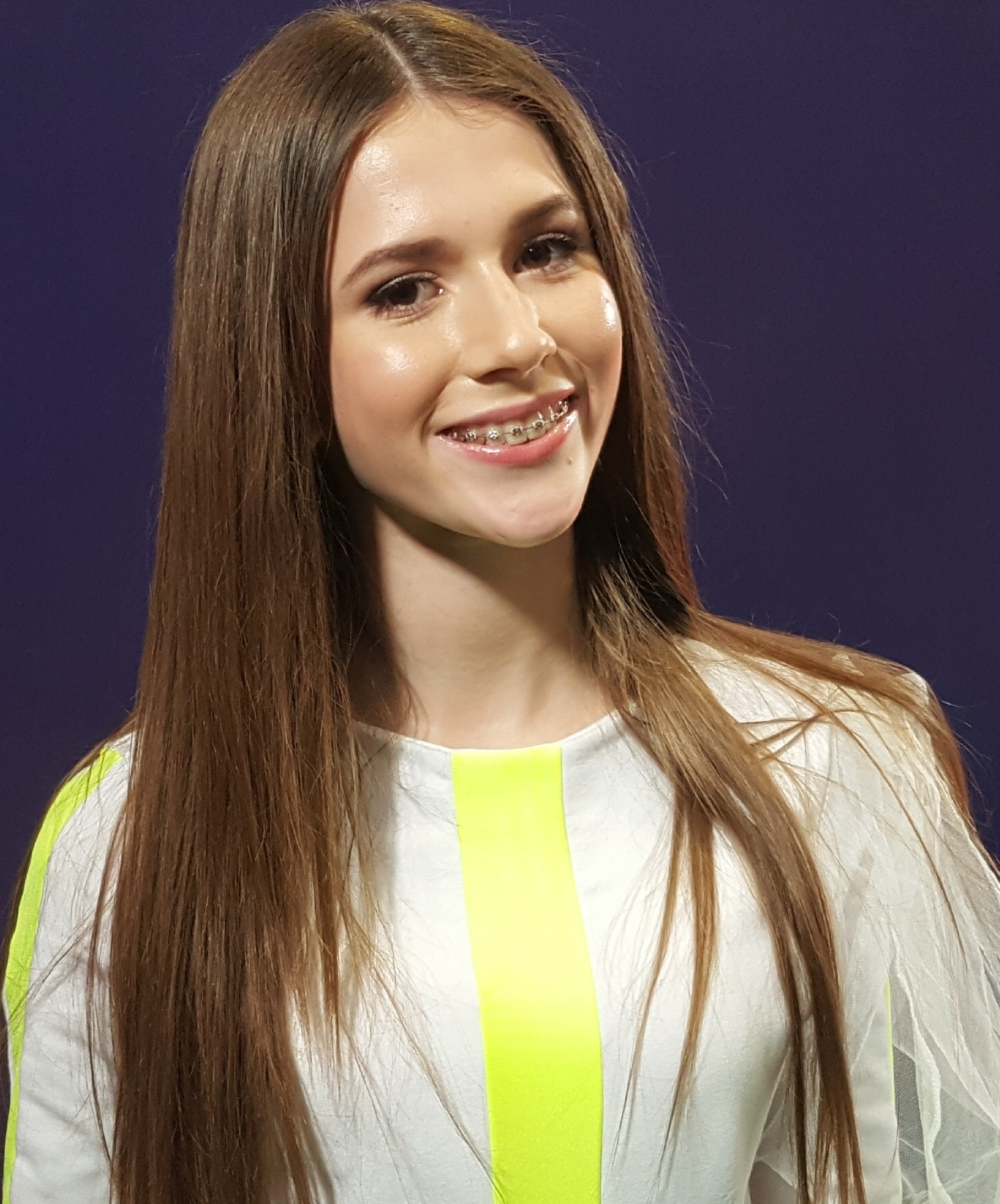
Roksana Węgiel, gagnante de la 16e édition du concours, en 2018 à Minsk.

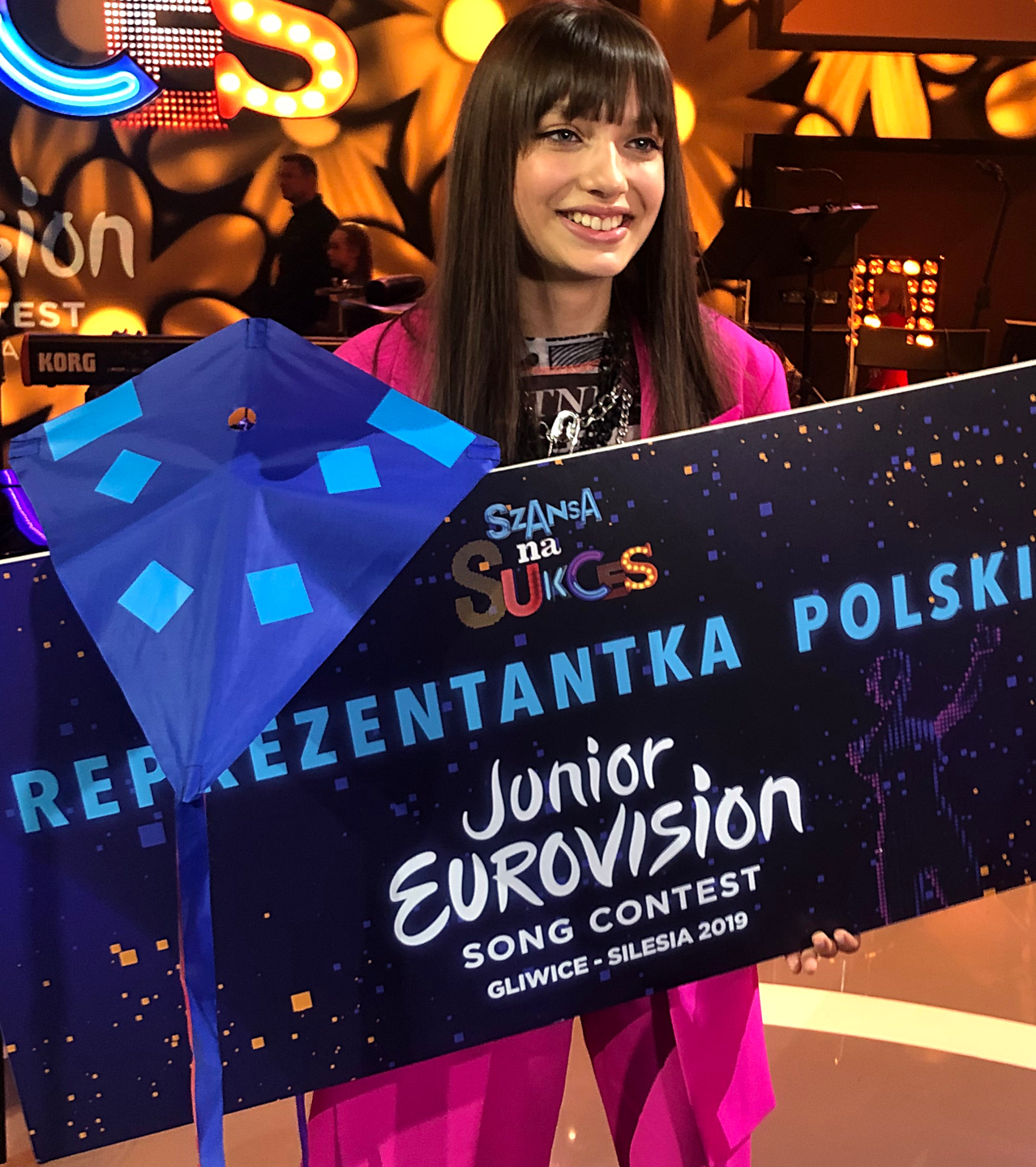
Viki Gabor, gagnante de la 22e édition du Szansa na sukces

La Pologne a terminé deux fois de suite à la première place, en 2018 et 2019, une première dans l'histoire du concours.
À Minsk, en Biélorussie, Roksana Węgiel, avec sa chanson Anyone I Want To Be, reçoit 215 points des 20 pays participants.
À Gliwice, en Pologne, Viki Gabor, avec sa chanson Superhero, reçoit 278 points des 19 pays participants, battant ainsi le record de la Géorgie en 2016.
En outre, le pays a fini une fois à la dernière place "officiellement", lors de sa première participation en 2003 avec 3 points.

## Représentants
De 2019 à 2024, le représentant polonais était sélectionné lors de l'émission Szansa na sukces.
| Année                   | Artiste           | Chanson              | Langue            | Traduction du titre        | Place | Points |
| ----------------------- | ----------------- | -------------------- | ----------------- | -------------------------- | ----- | ------ |
| 2003                    | Kasia Zurawik     | Cos mnie nosi        | Polonais          | Quelque chose me dit       | 16    | 3      |
| 2004                    | KWadro            | Lap zycie            | Polonais          | Attraper la vie            | 17    | 3      |
| Retrait de 2005 à 2015. |                   |                      |                   |                            |       |        |
| 2016                    | Olivia Wieczorek  | Nie zapomnij         | Polonais, anglais | Je n'oublie pas            | 11    | 60     |
| 2017                    | Alicja Rega       | Mój dom              | Polonais          | Ma maison                  | 08    | 138    |
| 2018                    | Roksana Węgiel    | Anyone I Want To Be  | Polonais, anglais | Quelqu'un que je veux être | 01    | 215    |
| 2019 H                  | Viki Gabor        | Superhero            | Polonais, anglais | Super-héros                | 01    | 278    |
| 2020 H                  | Ala Tracz         | I'll Be Standing     | Polonais, anglais | Je me tiendrai debout      | 09    | 90     |
| 2021                    | Sara James        | Somebody             | Polonais, anglais | Quelqu'un                  | 02    | 218    |
| 2022                    | Laura Bączkiewicz | To The Moon          | Polonais, anglais | Jusqu'à la lune            | 10    | 95     |
| 2023                    | Maja Krzyżewska   | I Just Need A Friend | Polonais, anglais | J’ai juste besoin d’un ami | 06    | 124    |
| 2024                    | Dominik Arim      | All Together         | Polonais, anglais | Tous ensemble              | 12    | 61     |
| 2025                    | Marianna Kłos     |                      |                   |                            |       |        |

- Première place
- Deuxième place
- Troisième place
- Dernière place

## Galerie

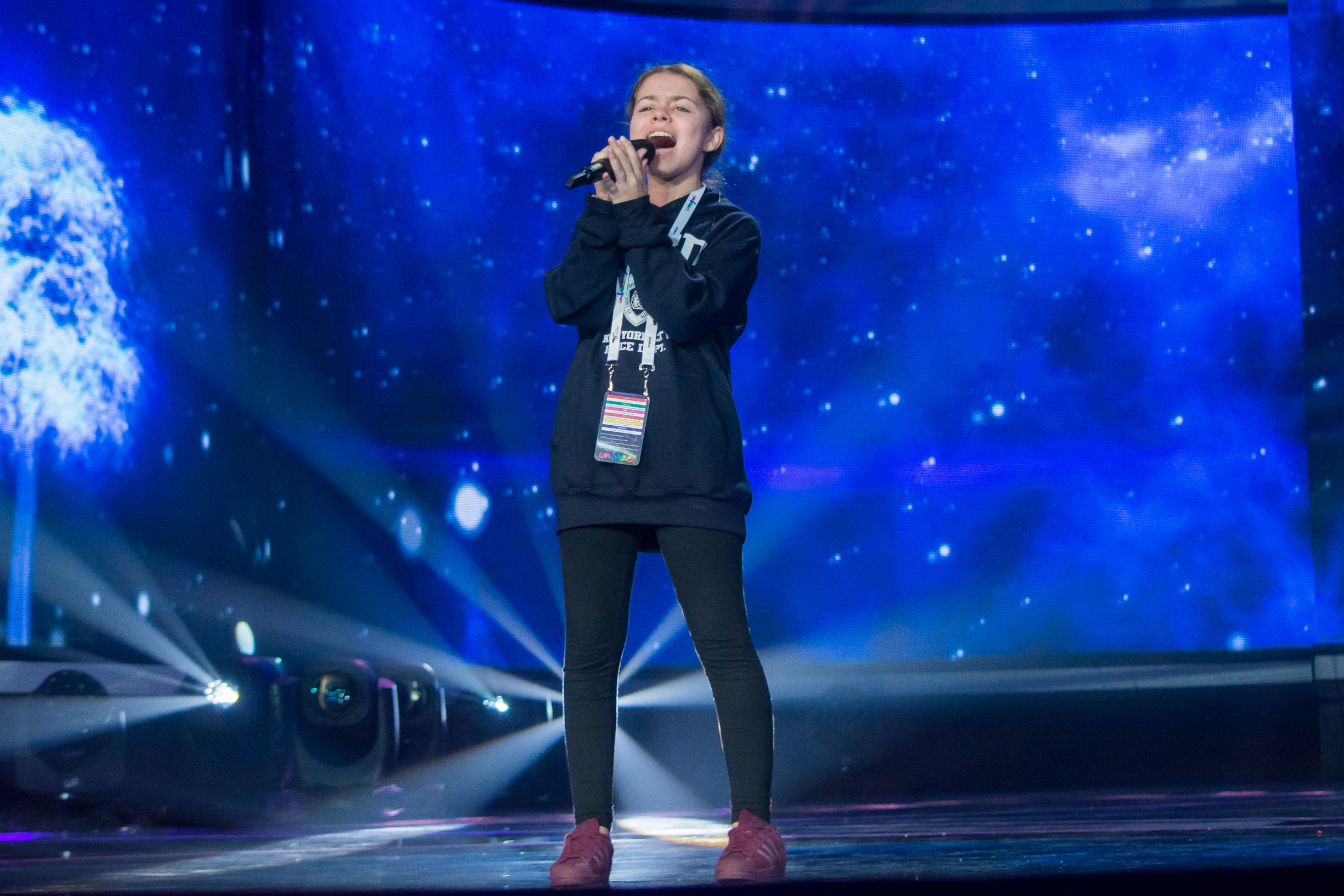
Olivia Wieczorek à La Valette (2016)
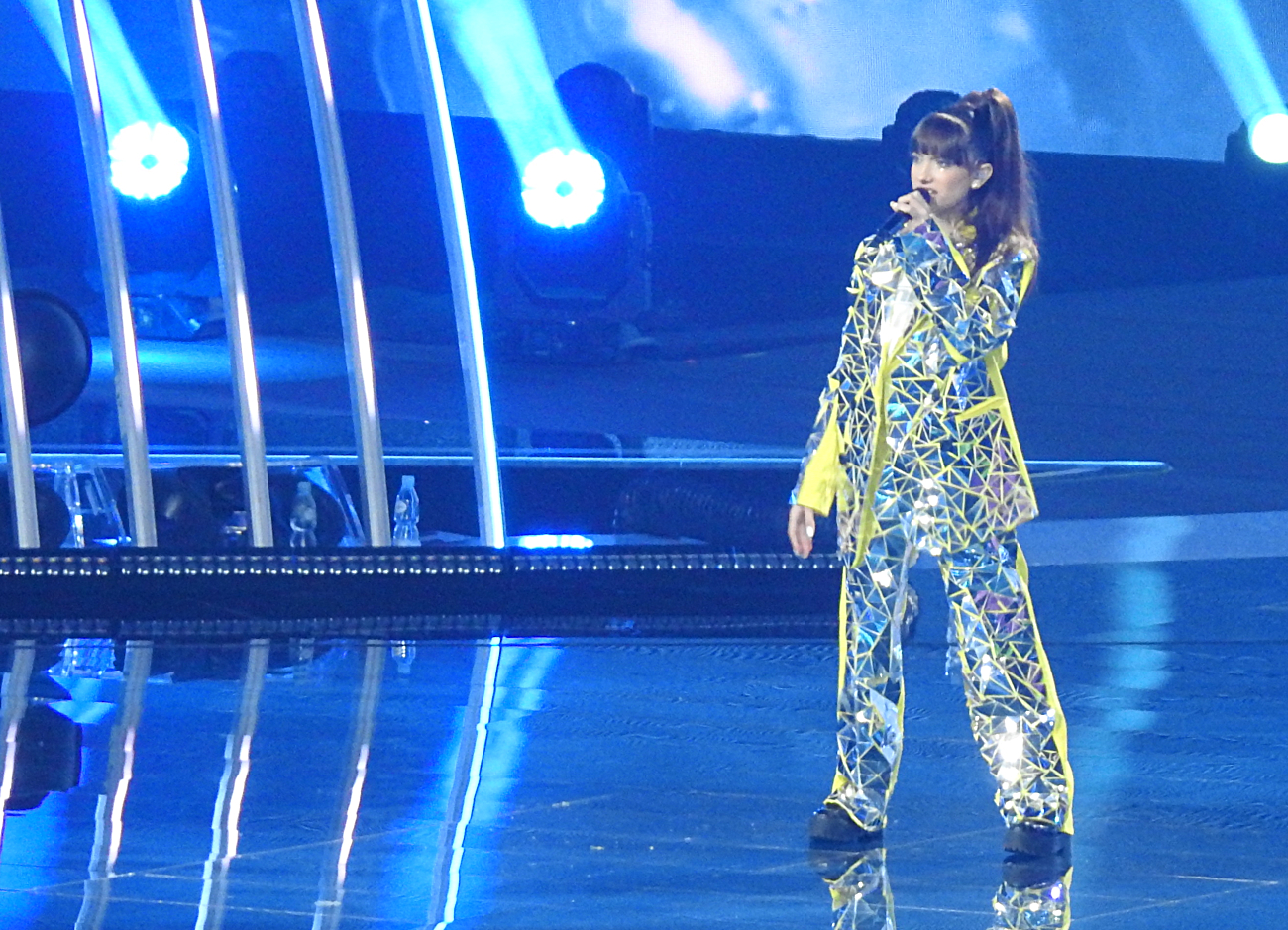
Viki Gabor à Gliwice (2019)
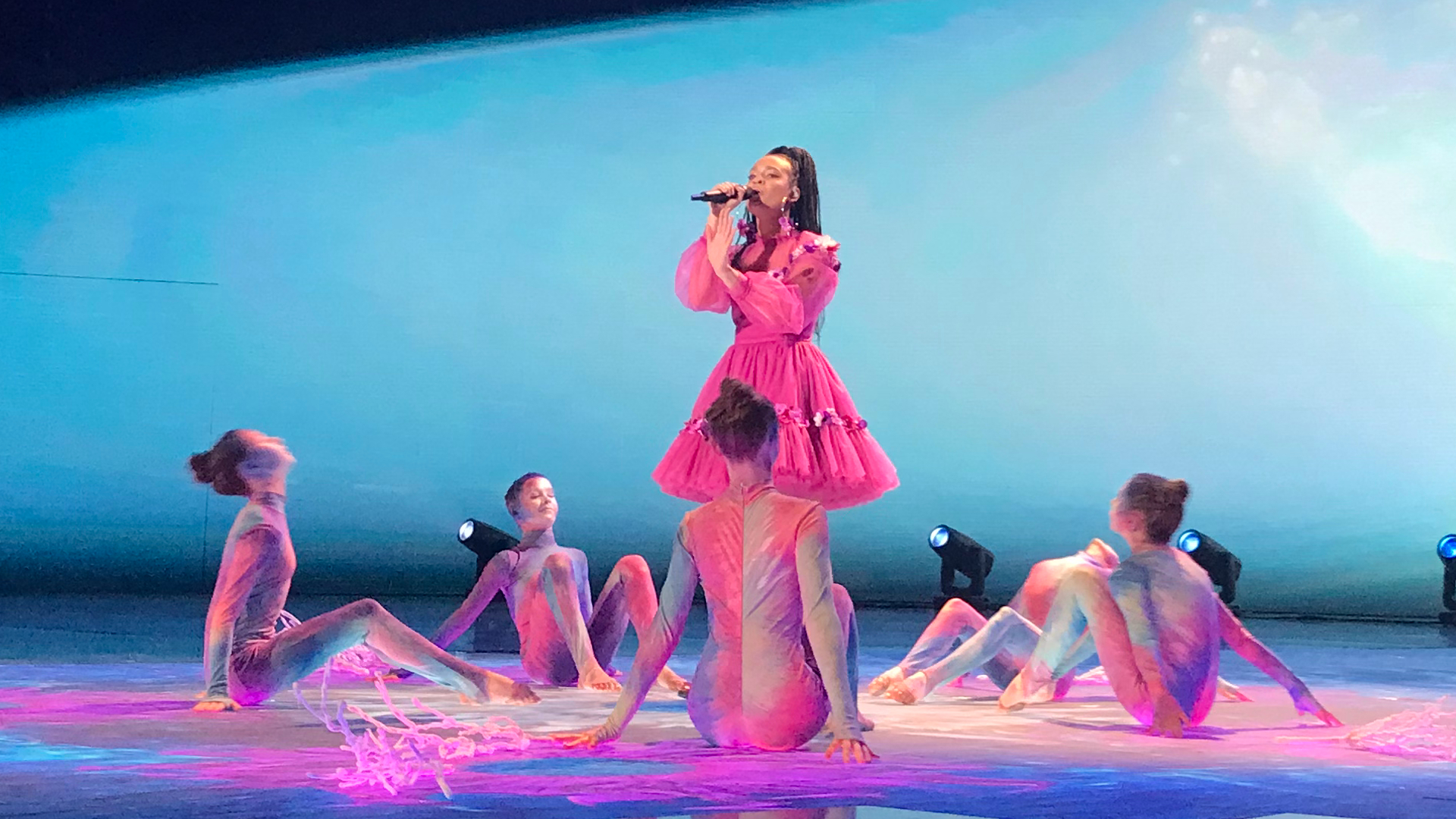
Sara James à Paris (2021)
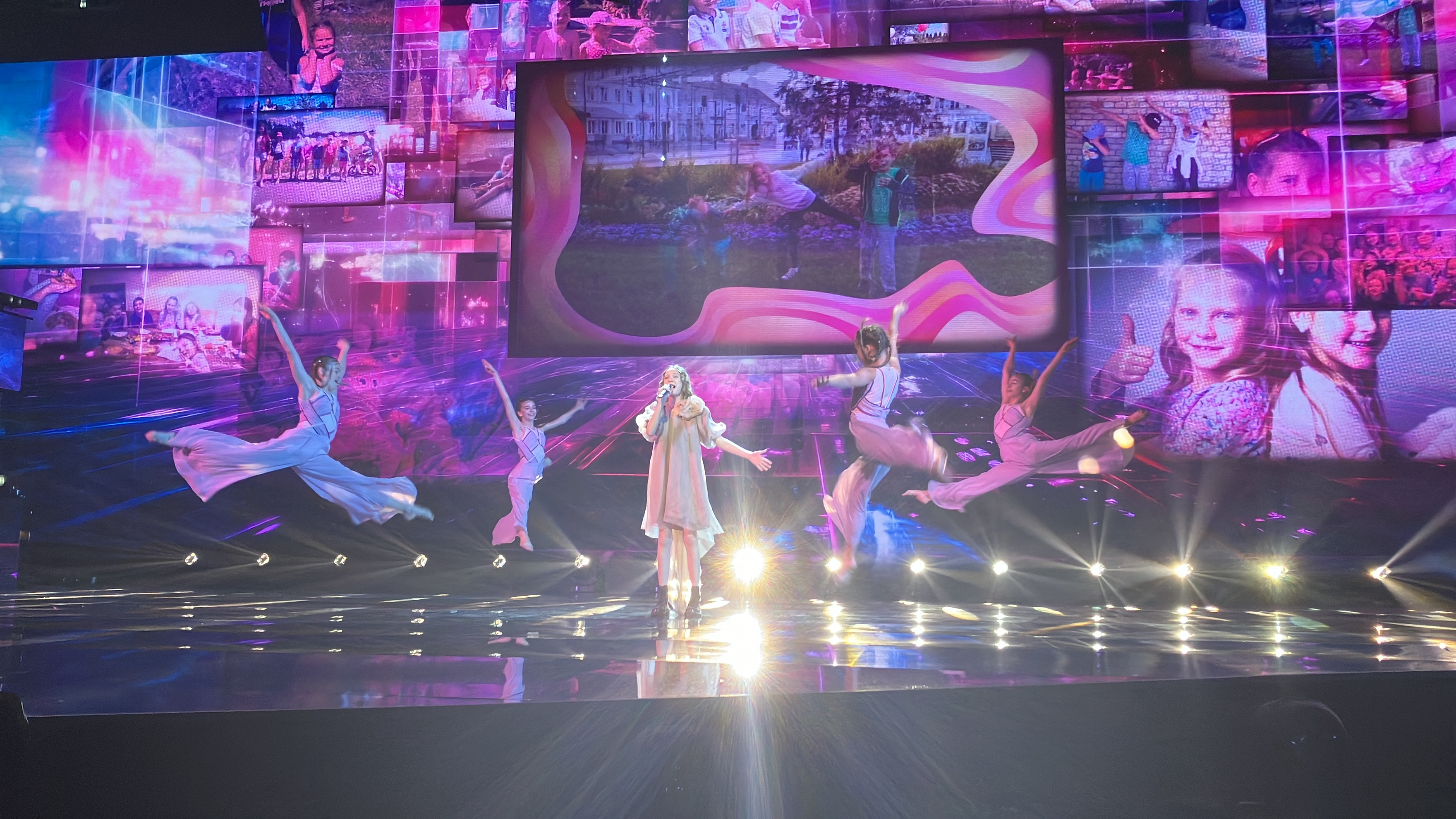
Maja Krzyżewska à Nice (2023)